# Dichocera latifrons
Dichocera latifrons är en tvåvingeart som beskrevs av O'hara 2002. Dichocera latifrons ingår i släktet Dichocera och familjen parasitflugor. Inga underarter finns listade i Catalogue of Life.